# 237397 Mccauleyrench
237397 Mccauleyrench è un asteroide della fascia principale interna. Scoperto nel 1998, presenta un'orbita caratterizzata da un semiasse maggiore pari a 2,461383 UA e da un'eccentricità di 0,142925, inclinata di 5,298164° rispetto all'eclittica.
È dedicato a Rebecca McCauley Rench, scienziata e manager della NASA, che ha contribuito a promuovere l'esplorazione della fascia di Kuiper in qualità di scienziato del programma per la missione New Horizons.